# Словацкая первая лига
Словацкая первая лига (СПЛ) (также лигу называют Первой лигой или Первая хоккейная лига) — профессиональная хоккейная лига, в который играют 13 команд из Словакии. Она вторая по силе хоккейная лига в Словакии, уступает только Словацкой экстралиге.

## Команды сезона 2014/15
| Команда                         | Город             | Арена                            | Вместимость       | Основан           |
| Участвующие клубы               | Участвующие клубы | Участвующие клубы                | Участвующие клубы | Участвующие клубы |
| ------------------------------- | ----------------- | -------------------------------- | ----------------- | ----------------- |
| ХК 46 Бардейов                  | Бардейов          | Зимний стадион Бардейов          | 1911              | 1946              |
| ХК 07 Детва                     | Детва             | Зимний стадион Детва             | 1800              | 2007              |
| ХК Дукла Сеника                 | Сеника            | Зимний стадион Сеника            | 3000              | 1989              |
| ХК Прешов 07                    | Прешов            | Ледовая арена                    | 6000              | 1928              |
| ХК Топольчане                   | Топольчане        | Топвар Арена                     | 3400              | 1932              |
| МХК 32 Липтовски Микулаш        | Липтовски Микулаш | Зимний стадион Липтовски Микулаш | 3680              | 1932              |
| ХК 95 Пантерс Поважска Быстрица | Поважска Быстрица | Зимний стадион Поважска Быстрица | 2400              | 1938              |
| ХК Оранже 18                    | Трнава            | Местный зимний стадион Трнава    | 3,800             | 1957              |
| ХК Дукла Мичаловце              | Мичаловце         | Зимний стадион Мичаловце         | 2608              | 2000              |
| ХК Спишска Нова Вес             | Спишска Нова Вес  | Спиш Арена                       | 5458              | 1934              |
| ХК Требишов                     | Требишов          | Зимний стадион Требишов          | 2000              | 1992              |
| ХК Трнава                       | Трнава            | Местный зимний стадион Трнава    | 3800              | 1957              |
| МшХК Приевидзва                 | Приевидзва        | Зимний стадион Приевидзва        | 3986              | 1954              |

## Чемпионы
- 2012/13: ХК 46 Бардейов
- 2011/12: СХК 37 Пиештьани
- 2010/11: СХК 37 Пиештьани
- 2009/10: СХК 37 Пиештьани
- 2008/09: ХК Спишска Нова Вес
- 2007/08: Банска Быстрица
- 2006/07: Скипарк Кежмарок
- 2005/06: Банска Быстрица
- 2004/05: МХК Мартин
- 2003/04: ХК Дубника
- 2002/03: ХК Нитра
- 2001/02: ХК Спишска Нова Вес
- 2000/01: СКП Зилина
- 1999/00: Мартин
- 1998/99: Спартак ЗТС Дубника
- 1997/98: Банска Быстрица
- 1996/97: ХК Зволен
- 1995/96: Спишска Нова Вес
- 1994/95: Банска Быстрица
- 1993/94: Спартак Дубника Вахом